# SLEEPLESS 〜A Midsummer Night's Dream〜
『SLEEPLESS ～A Midsummer Night’s Dream～』（スリープレス ア・ミッドサマーナイトドリーム）は、2021年6月25日にEmpressから発売されたアダルトゲームである。
本項では、2022年6月24日に発売された続編『SLEEPLESS Nocturne』（以下：『Nocturne』）についても解説する。

## 開発

### 背景
Empressから2019年に発売された『GREAT DECEIVER』は、もともと別人の企画であり、その人物が作ったシナリオの原型を原画家の聖少女が手直しする形で作っていった。
聖少女がシナリオと原画を兼任するのは10年ぶりであり、せっかくシナリオを手掛けるのならばと『STARLESS』の間宮麻理恵を主役に据えた。
その後、麻理恵を主題とした「SLEEPLESS」という抱き枕に付属するボイスCDのシナリオも聖少女が手掛けた。それを聞いたEmpressのスタッフから持ち掛けられる形で、本作の企画が始まった。
ただし、そのボイスCDをそのままゲーム化するのは聖少女にとって納得がいかなかったため、一から作ることとなった。

### 開発（『Nocturne』）
『SLEEPLESS』はライト層に受け入れられた一方、従来のEmpressファンからは物足りなさを指摘されたため、変態的なエロ要素を強化する方針がとられた。価格帯の都合上たくさんの要素を入れるのは厳しいため、当時人気のあった寝取られを取り入れたシナリオを執筆した。
具体的には、主人公の友樹が麻理恵たちに寝取られ、ヒロインである雪乃が竿役でもある瑠衣たちに寝取られる内容である。

## あらすじ

### あらすじ（『SLEEPLESS』）
大学生の鷹宮涼平は、間宮財閥総帥・間宮 麻理絵が別荘として所有する洋館「黒薔薇館」に家庭教師として滞在する。
彼は館の主である間宮麻理絵とその末子である真理亜、そしてメイドの愛羅の3人に振り回される。

### あらすじ（『Nocturne』）
恋人になったばかりの河愛友樹と小森雪乃の二人は車で出かけていたところ、道に迷ってしまい、「黒薔薇館」にたどり着く。

## 登場人物
鷹宮涼平
『SLEEPLESS』の主人公。
河愛友樹
『Nocturne』の主人公。
小森雪乃
声：藤色朔
『Nocturne』のヒロイン。

### 間宮家
間宮 麻理絵（まみや　まりえ）
声：中野志乃
間宮財閥総帥。

間宮 麻理亜（まみや　まりあ）
声：星リルカ
麻理絵の末娘。“天才美少女御嬢様”を自称している。母譲りの美貌を持ち、男の支配に長けている。
片霧 愛羅（かたぎり　あいら）
声：三好レオ
黒薔薇館で働く使用人。